# Орлинс (Небраска)
Орлинс (енгл. Orleans) град је у америчкој савезној држави Небраска.

## Демографија
По попису из 2010. године број становника је 386, што је 39 (-9,2%) становника мање него 2000. године.
| Група             | 2000.       | 2010.       |
| Белци             | 415 (97,6%) | 378 (97,9%) |
| Афроамериканци    | 0 (0,0%)    | 0 (0,0%)    |
| Азијати           | 1 (0,2%)    | 2 (0,5%)    |
| Хиспаноамериканци | 5 (1,2%)    | 6 (1,6%)    |
| Укупно            | 425         | 386         |